# Open Audio License
Open Audio License je volná hudební licence vytvořená v roce 2001 Electronic Frontier Foundation (EFF), poskytuje svobodu a otevřenost použití hudebních nahrávek a jiných děl. EFF nyní doporučuje používat Creative Commons licenci jako náhradu za Open Audio License.